# Maksym Bilyi
Maksym Bilyi (né le 16 janvier 2001 à Mykolaïv) est un coureur cycliste ukrainien.

## Biographie
En juillet 2020, Maksym Bilyi intègre l'équipe continentale D'Amico-UM Tools, qui évolue sous licence italienne. L'année suivante, il devient champion d'Ukraine sur route dans la catégorie des espoirs (moins de 23 ans). Il termine également neuvième et meilleur jeune du Tour de Roumanie.

## Palmarès et résultats

### Par année
- 2019
  - 2e du championnat d'Ukraine du contre-la-montre juniors
  - 2e du championnat d'Ukraine sur route juniors
- 2020
  - 2e du championnat d'Ukraine du contre-la-montre espoirs
  - 2e du championnat d'Ukraine sur route espoirs
- 2021
  -  Champion d'Ukraine sur route espoirs
- 2023
  -  Champion d'Ukraine sur route
  -  Champion d'Ukraine sur route espoirs
  - Grand Prix de la Saint-Pierre
  - 2e du Critérium de Monaco
- 2024
  - Tour de Zamora :
    - Classement général
    - 2e étape

  - 1re étape du Tour de Castille-et-León amateurs
  - 3e du Grand Prix de la Saint-Romain
- 2025
  - Trophée Guerrita
  - Clásica Ciudad de Torredonjimeno
  - 2e de la Clásica de Pascua
  - 3e du Trofeo Concello do Porriño
  - 3e du Tour de Zamora

### Classements mondiaux
| Année                                 | 2020 | 2021 | 2022 | 2023 |
| ------------------------------------- | ---- | ---- | ---- | ---- |
| Classement mondial                    | 713e | 752e | nc   | 525e |
| UCI Europe Tour                       | 570e | 594e | nc   | nc   |
|                                       |      |      |      |      |
| Légende : nc = non classéSource : UCI |      |      |      |      |